# عمر حمايل
عمر حمايل من مواليد 1976/77، هو أستاذ كيمياء، شغل منصب رئيس بلدية البيرة في محافظة رام الله والبيرة في دولة فلسطين. اعتقلته قوات الجيش الإسرائيلي في يونيو 2007.